# Észak-celebeszi babirussza
Az észak-celebeszi babirussza (Babyrousa celebensis) az emlősök (Mammalia) osztályának párosujjú patások (Artiodactyla) rendjébe, ezen belül a disznófélék (Suidae) családjába és a Babyrousinae/Suinae alcsaládjába tartozó faj.

## Rendszertani besorolása
Az észak-celebeszi babirusszát, mint minden más Babyrousa-fajt, a babirussza (Babyrousa babyrussa) alfajaiként tartották számon, vagyis a tudomány egy fajnak tekintette az összes példányt. De miután alaposan átvizsgálták az előfordulási területeiket, a méreteiket, a szőrzetük mennyiségét, valamint a felső állcsontot áttörő agyarak méretét és alakját, a biológusok négy fajra osztották fel a korábbi monotipikus taxont. Ily módon az „eredeti babirussza” elterjedése a Buru szigetre és a szomszédos Sula-szigetekre szorult vissza.

## Előfordulása
Ez a disznófaj az Indonéziához tartozó Celebesz nevű sziget északi részén, valamint a közeli Lembeh-szigeteken él.
A vadászata és az erdőirtások, azaz élőhelyének elvesztése erősen veszélyezteti, emiatt a Természetvédelmi Világszövetség (IUCN) sebezhető fajként tartja számon ezt az állatot.

## Megjelenése
Az állat fej-testhossza 85-110 centiméter, míg testtömege akár 100 kilogramm is lehet. E disznófaj kanjának két pár, nagy agyara van; ezekből egy pár átdöfi az állat felső állcsontját és nagy ívben a homlok felé hajlik; egyes példányoknál a túl nagy agyarak a koponyát is átdöfik. A koca esetében az agyarak kisebbek, és nem döfik át a felső állcsontot. A teste és a farka vége majdnem teljesen szőr nélküli, emiatt jól látszik a szürkés bőre.

## Életmódja
Az észak-celebeszi babirussza főleg a folyók és tavak melletti nádasokat és trópusi esőerdőket választja élőhelyül, ahol a szűr aljnövényzetben rejtőzik el. A szürkés-barnás, szőr nélküli bőre jó rejtőszínt biztosít az erdők árnyas talaján.
Ez a faj, főleg a szaporodási időszakban kisebb, körülbelül tucatnyi fős kondákat alkot.

## Fogságban
A világon nem sok állatkert tart ilyen állatot, ahol pedig mégis van ott fenn áll a beltenyészet veszélye.
2006-ban a koppenhágai állatkertben véletlenül párosítottak egy Babyrousa celebensis kant egy házi sertés (Sus scrofa domestica) kocával. A találkozásból 5 darab hibrid malac lett; ezek megtartották a babirusszákra jellemző agyarakat, azonban a színezetük változatos lett.

## Képek

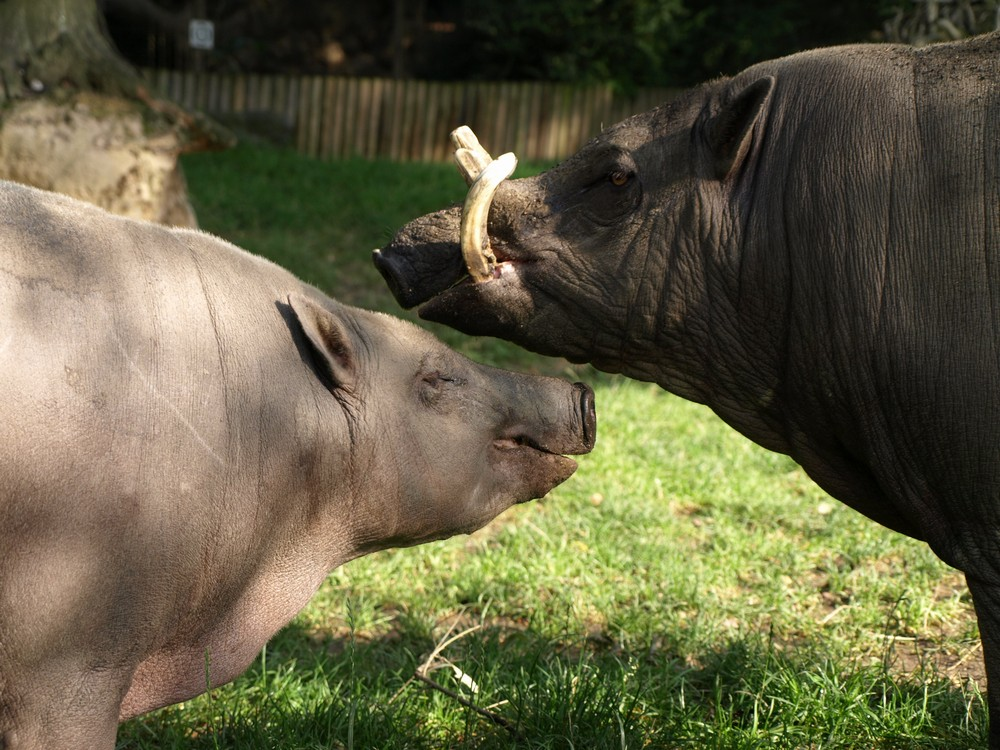
Koca és kan
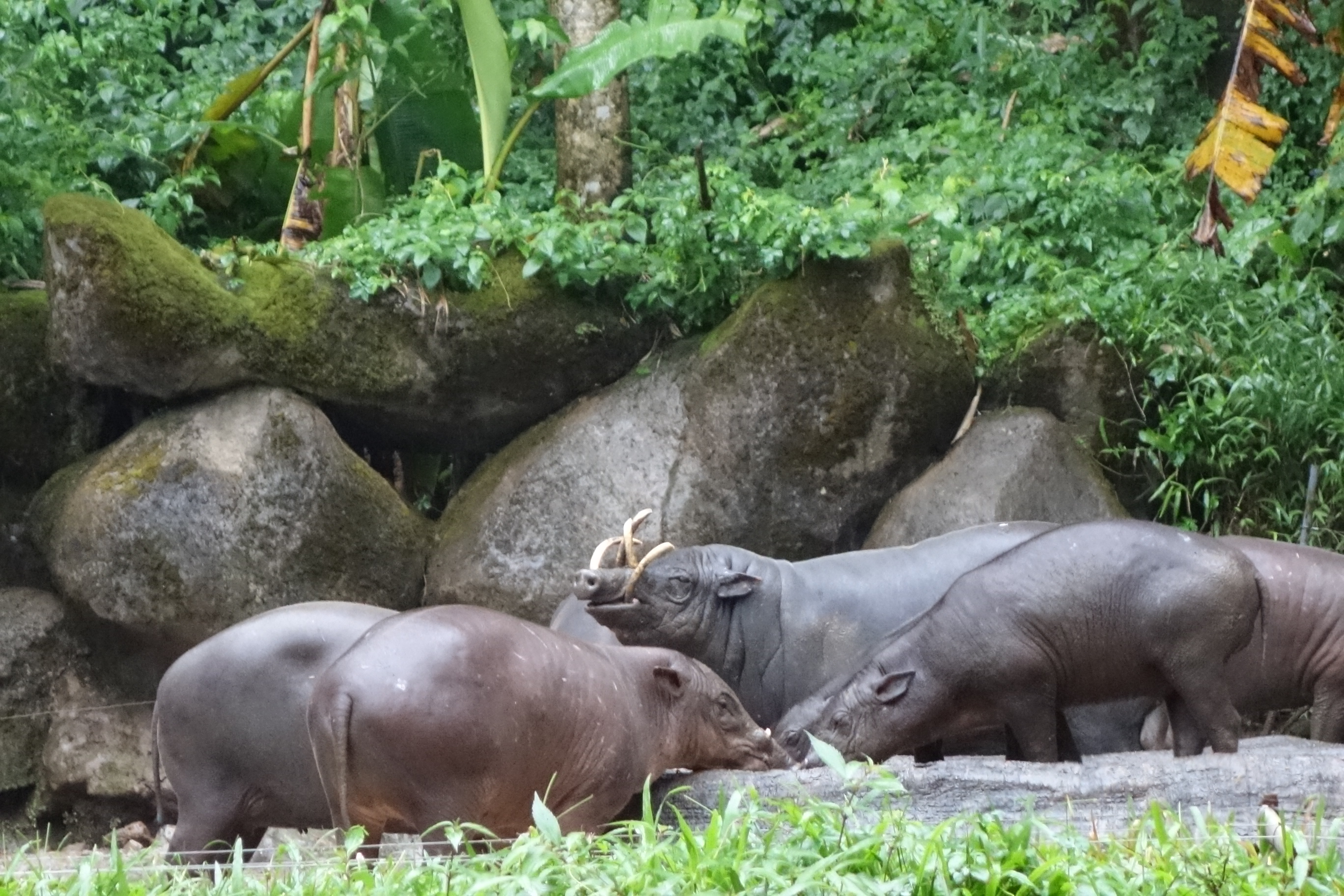
Kis kondában
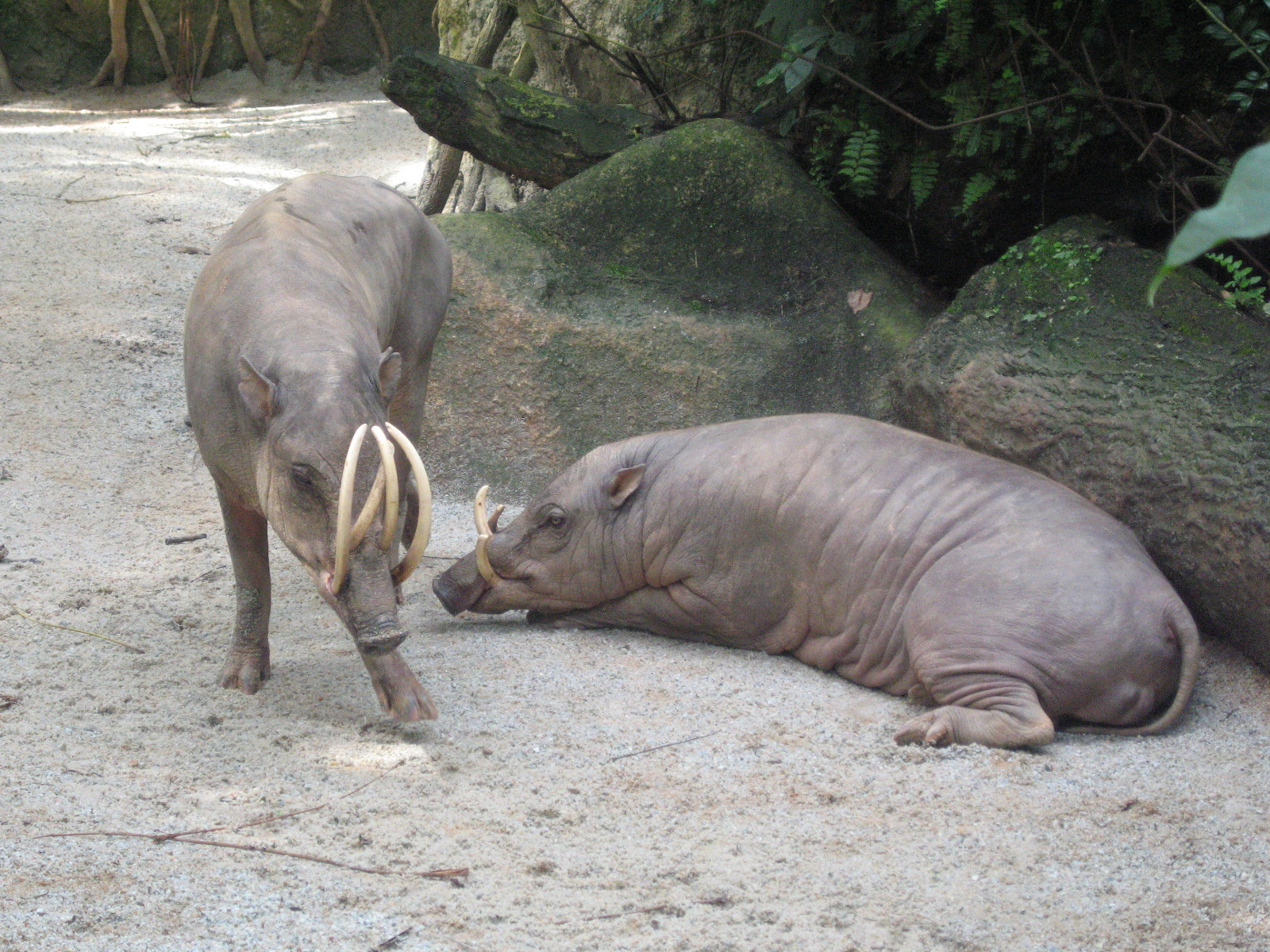
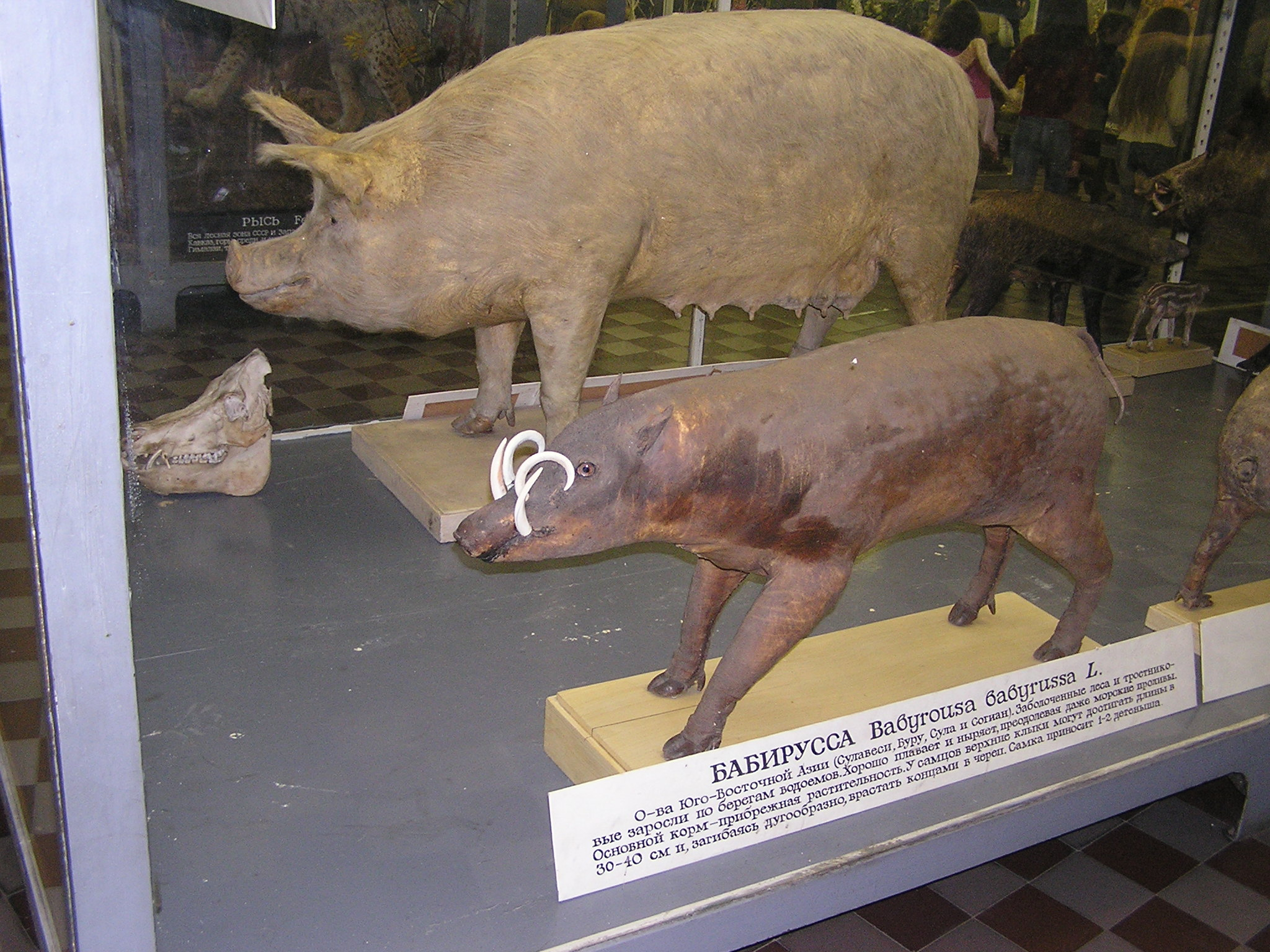
Kitömött disznófajok; a B. celebensis és a házi sertés összehasonlítása

### Fordítás
- Ez a szócikk részben vagy egészben  a   North Sulawesi babirusa című angol Wikipédia-szócikk ezen változatának fordításán alapul.  Az eredeti cikk szerkesztőit annak laptörténete sorolja fel. Ez a jelzés csupán a megfogalmazás eredetét és a szerzői jogokat jelzi, nem szolgál a cikkben szereplő információk forrásmegjelöléseként.